# Aeromonas hydrophila
Aeromonas hydrophila (hay vi khuẩn ăn thịt người) là một loài vi khuẩn Gram âm dị dưỡng, hình que chủ yếu được tìm thấy trong các khu vực có khí hậu ấm áp. Vi khuẩn này có thể được tìm thấy trong nước ngọt hoặc nước lợ. Nó có thể tồn tại trong môi trường hiếu khí và kỵ khí, và có thể tiêu hóa các vật liệu như gelatin và hemoglobin. Aeromonas hydrophila được phân lập từ người và động vật trong những năm 1950. Nó là loài nổi tiếng nhất trong số sáu loài Aeromonas. Nó có khả năng chống thuốc kháng sinh phổ biến nhất và nhiệt độ lạnh. Vi khuẩn ăn thịt người có thể xuất hiện ở những vùng nước bẩn, nước bùn, cống rãnh.
Theo các nhà nghiên cứu Mỹ, loại vi khuẩn có tên gọi là nhóm A Streptococcus đã trải qua 4 sự thay đổi di truyền lớn trong quá trình chuyển biến thành dạng gây ra viêm cân mạc hoại tử (necrotizing fasciitis), căn bệnh nguy hiểm chết người còn được biết đến nôm na là "thối rữa thịt".
Các vi khuẩn nhóm A Streptococcus dường như tấn công con người kể từ những năm 1980. Trước đây, giới khoa học không thể xác định tại sao chúng phát triển nhanh chóng đến như vậy.

## Nghiên cứu
Bất chấp hàng thập kỷ nghiên cứu, bệnh dịch do các vi khuẩn A Streptococcus vẫn là một hiểm họa lớn đối với sức khỏe con người. Thực tế này một phần vì, các nhà nghiên cứu không thể tìm ra bản chất và thời gian biểu của những sự kiện phân tử then chốt, biến một số vi sinh vật trở thành mầm bệnh độc hại.
Tuy nhiên, mới đây, các nhà khoa học Mỹ lần đầu tiên đã vén được bức màn bí mật về những quá trình bí ẩn dẫn tới sự trỗi dậy của vi khuẩn ăn thịt người.
Chuyên gia James Musser đến từ Viện nghiên cứu Bệnh viện Hội giám lý (Texas, Mỹ) và các cộng sự tập trung nghiên cứu vào một dạng nhiễm trùng thối rữa thịt đặc biệt nguy hiểm. Họ đã gắn các nghiên cứu độc tính của vi khuẩn ăn thịt ở động vật với việc phân tích gen của 3.615 chủng A Streptococcus có kiểu huyết thanh M1 và lần ra nguồn gốc mầm bệnh gắn với một tế bào đầu dòng đơn lẻ.
Tế bào đầu dòng, tế bào đầu tiên sản sinh ra một yếu tố độc tính, đã tiến hóa qua hàng loạt giai đoạn cho tới đầu những năm 1980, khi nó có được các gen chịu trách nhiệm sản sinh 2 độc tố gây tác động phá hủy của bệnh thối rữa thịt. Theo nhóm nghiên cứu, việc thâu tóm những gen này là sự kiện trọng yếu cuối cùng trước sự xuất hiện của mầm bệnh và sự biến đổi thành dịch bệnh toàn cầu.
Các chuyên gia kết luận: "Những bệnh dịch do nhiễm trùng vi khuẩn đang là mối đe dọa lớn đối với sức khỏe của con người và động vật. Chúng tôi đã làm rõ sự mập mờ kéo dài hàng thập kỷ qua về thời gian biểu cũng như trình tự của các biến đổi di truyền là nền tảng cho bệnh dịch toàn cầu.
Việc phân tích loại vi khuẩn ăn thịt nguy hiểm này là thiết yếu đối với quá trình phát triển các phương sách tốt hơn để dự đoán cũng như kiểm soát sự xuất hiện, trỗi dậy của chủng bệnh, đưa ra công thức chữa trị hữu hiệu nhằm bảo vệ sức khỏe cộng đồng và điều chế vắc-xin".